# Christoph Knasmüllner
Christoph Knasmüllner (Viena, 30 de abril de 1992), é um futebolista austríaco. Atualmente joga na Rapid Viena, na posição de meia.